# Coștiui, Maramureș
Coștiui (în maghiară Rónaszék și în ucraineană Коштіль) este un sat în comuna Rona de Sus din județul Maramureș, Transilvania, România. Satul Coștiui este situat în nordul României, în Depresiunea Maramureșului, fiind mărginit de localitatea Bârsana în Sud, localitatea Valea Stejarului în Sud-Vest, localitatea Petrova în Est și localitatea Rona de Sus în Vest. Satul Coștiui se situează pe DN186A, la o distanță de 20 de km de municipiul Sighetu Marmației, 47 de km de orașul Vișeu de Sus și 80 de km de municipiul Baia Mare.

## Demografie
Există o varietate de familii care se regăsesc în această zonă în perioada 1881-1977 și anume: maghiari, ucraineni, germani, slovaci, români, polonezi și alte minorități. 
| Anul | Total | Maghiari | Germani | Români | Ucraineni | Evrei | Altele |
| ---- | ----- | -------- | ------- | ------ | --------- | ----- | ------ |
| 1881 | 1507  | 1481     | 4       | 0      | 9         | 0     | 3      |
| 1910 | 1494  | 1471     | 9       | 9      | 3         | 0     | 2      |
| 1930 | 1206  | 1065     | 0       | 111    | 13        | 15    | 2      |
| 1977 | 871   | 534      | 1       | 100    | 229       | 0     | 7      |

Potrivit Dicționarului geografic al Ungariei, de Fenyes Elek din Buda 1851, satul Coștiui a fost o comună locuit de maghiari, ruteni și germani, iar în ceea ce privește confesiunea acestora era romano-catolică și aproximativ 652 de greco-catolici.
| Anul | Total | Greco- Catolici | Romano- Catolici | Ortodocși | Evangheliști | Reformați | Istraeliți | Alte religii |
| 1881 | 1507  | 640             | 850              | 0         | 4            | 5         | 0          | 8            |
| ---- | ----- | --------------- | ---------------- | --------- | ------------ | --------- | ---------- | ------------ |
| 1900 | 1536  | 674             | 827              | 0         | 3            | 25        | 7          | 0            |
| 1910 | 1494  | 626             | 833              | 1         | 7            | 8         | 19         | 0            |
| 1930 | 1203  | 546             | 625              | 5         | 0            | 3         | 0          | 17           |

| Anul | Total | Total bărbați | Total femei | 0-5 ani | 6-11 ani | 12-14 ani | 15-19 ani | 20-39 ani | 40-59 ani | Peste 60 ani |
| 1900 | 1536  | 753           | 783         | 237     | 246      | 98        | 132       | 393       | 301       | 129          |
| 1910 | 1494  | 749           | 745         | 222     | 217      | 103       | 123       | 387       | 293       | 149          |
| ---- | ----- | ------------- | ----------- | ------- | -------- | --------- | --------- | --------- | --------- | ------------ |
| 1930 | 1206  | 576           | 630         | 200     | 174      | 98        | 56        | 260       | 336       | 99           |
| 1966 | 795   | 376           | 419         | 64      | 68       | 86        | 38        | 218       | 223       | 98           |
| 1977 | 871   | 409           | 462         | 88      | 88       | 64        | 62        | 224       | 230       | 115          |

La recensământul din 2011, populația era de 630 locuitori, majoritatea maghiari. 

## Istoric
Volker Wollmann menționează bronzurile și uneltele de minerit din corn, datate în epoca târzie a bronzului de la Coștiui, care au fost găsite în secolul al XIX-lea într-o mină de sare, la adâncimea de 16 m.
Localitatea Coștiui a fost atestată documentar, pentru prima oară, în anul 1353. După alte surse, prima atestare datează din 1474 (castellum Ronaszek). 
Calea ferată Sighet – Coștiui (15,6 km) a fost inaugurată la 1 ianuarie 1883.
Băile sărate de la Coștiui au fost deschise în anul 1967.
Denumirea de ''Coștiui'' ar proveni, după unii istorici, de la cuvântul ''castelum''. În urma unor descoperiri arheologice au fost atestate urme ale castelului Apoffy și unele vase din ceramică, care ar data din secolul al Xlll lea, respectiv al XlV lea. Satul Coștiui se află într-o zonă cunoscută încă din antichitate datorită instalării romane, dar și dace. Chiar dacă Imperiul Roman și-a extins dominația teritorială, în zona aceasta trăiau încă daci liberi. Mai târziu, în Evul Mediu, situația Maramureșului Voievodal și istoric, în țara lui Dragoș și Bogdan, a fost deplin cristalizată în satul Coștiui, unde din cele mai vechi timpuri odată cu deschiderea minelor de sare a existat o creștere demografică tot mai mare datorită faptului că minerii care veneau să lucreze în zona aceasta se instalau împreună cu familia lor aproape de zona de lucru. 

## Date geologice
Microrelieful vechilor suprafețe cu exploatări de sare, cu numeroase excavații sau surpări, ocupate azi de bălți, mlaștini sau cu vegetație halofită, prezente în sărăturile de la Coștiui certifică exploatarea antică, la suprafață, a sării în excavații cu diametre cuprinse între 4–15 m, respectiv cu adâncimi de până la 10 m.

## Salina Coștiui
Exploatări de sare cunoscute din antichitate sunt și cele de la Coștiui .
Sarea miocenă a fost în trecut exploatată între Coștiui și Rona de Sus prin mai multe ocne. Salina, deschisă încă din secolele XIV-XV, a fost definitiv închisă în anul 1933, din cauza nerentabilității. Cu excepția ocnei Apaffi (în maghiară Apaffibánya și în germană Apaffi), care a funcționat între anii 1590-1766, toate vechile ocne sunt prăbușite și umplute cu apă. Ocna Apaffi, începută în anul 1580, este singura ocnă de sare din Maramureș care are formă de clopot. Ulterior, au fost excavate numai mine cu profil trapezoidal. Puțul vertical al ocnei Apaffi are o intrare pe care este așezat un grilaj metalic. În perioada interbelică ocna Apaffi era încă vizitabilă. În vecinătatea ocnei Apaffi se află lacul Ferencz-Francisc, rezultat în urma surpării minei omonime.
La Coștiui au existat în trecut următoarele mine de sare:

- 9 mine vechi, exploatate înainte de anul 1600, ale căror denumiri s-au pierdut.
- mina Kurucz (exploatată între anii 1450-1707)
- mina Viz (1580-1758)
- mina Apaffi (1590-1766)
- mina Rákoczy (1703-1773)
- mina Antal I (1719-1726)
- mina Károly I (după anul 1720)
- mina K.Szt.János (1727-1770)
- mina Antal II (după anul 1758)
- mina Maria Tereza (după anul 1763)
- mina Jozsef I (1765-1770)
- mina Pál (după anul 1768)
- mina Nepomuki János (1770-1777)
- mina Maria (1770-1775)
- mina Miklos și mina I Háromság (1771-1775)
- mina II Háromság (1770-1787)
- mina Károly II (după anul 1774)
- mina Jozsef II (după anul 1778)
- mina Ferencz-Francisc (după anul 1795)
- mina Antal III (după anul 1798)
- mina Ferdinand (după anul 1828).

În anul 1896 erau deschise un număr de 5 ocne de sare (active sau inactive).
În anul 2003 Clubul de Speologie "Montana" din Baia Mare a inițiat cercetarea minei Apaffi de la Coștiui. Această mină se număra spre sfârșitul secolului al XIX-lea printre cele 14 deja abandonate la Coștiui. Există informații că ea a fost redeschisă în timpul celui de al doilea război mondial, exploatări neautorizate și la scară mică desfășurându-se aici chiar și după 1945. În anii '80 ai secolului al XX-lea au fost executate la galeria de acces lucrări de reparații, în vederea punerii obiectivului în circuitul turistic, abandonate însă înainte de finalizare. În prezent se păstrează, într-o stare foarte proastă de conservare, intrarea și o parte a galeriei, o altă intrare de galerie, abia perceptibilă, despre care se presupune că aparținea aceleiași ocne Apaffi, precum și două puțuri, acestea din urmă mult mai bine conservate. Etapele cercetării din 2003 pot fi astfel rezumate: S-a coborât pe puțul de 8 m adâncime al minei Apaffi și s-a ajuns la nivelul galeriei. Galeria este perforată de un puț, pornit de la suprafață, care ajunge la 23 m adâncime, aici începând mina propriu-zisă. Având formă de clopot, mina Apaffi este parțial umplută de un lac, adâncimea actuală a acestuia neputând fi stabilită, luciul de apă aflându-se, la data cercetării, la 47 m adâncime, cota absolută fiind +360,9 m. Într-o perioadă de 16 ani, nivelul lacului din mina Apaffi, care este alimentat de apele de precipitații, s-a ridicat cu 1,9 m. Partea de intrare în galerie, acum surpată, a fost armată cu prilejul lucrărilor menționate din anii '80 ai secolului al XX-lea, în timp ce interiorul galeriei păstrează o armătură veche, de tip "desiș" (trunchiurile sunt așezate vertical unul lângă altul, fără spații între ele). Vechimea destul de apreciabilă a galeriei este indicată și de faptul că profilul are o lățime mică. În galerie se păstrează mai multe trunchiuri, parțial retezate și decorate, care au servit, foarte probabil, pentru poziționarea sursei de iluminat (opaiț, lampă). În peretele minei Apaffi se observă resturile unui sistem de coborâre semicircular, amenajat din bârne, în momentul de față neutilizabil. În cadrul cercetării s-a stabilit și faptul că între mina Appafi și lacul Francisc (lac format prin surparea vechii mine Ferencz-Francisc) nu a existat nici o legătură, ceea ce înseamnă că mina Appafi este stabilă. În cadrul cercetării din 2003 nu au fost găsite artefacte care să indice exploatări foarte vechi. Identificarea acestora este îngreunată și de permanentele mișcări de suprafață din zonă, care modifică peisajul. Astfel, de exemplu, în urma unor prăbușiri recente, lacul Francisc, odinioară o atracție deosebită a localității, nu mai există. Studiul geologic și geotehnic efectuat la Coștiui indică că partea localității cea mai afectată de prăbușirea minelor vechi este cea vestică, pe o lungime de cca 700 m și o lățime de 100–150 m, pe direcția NE-SW, acest aliniament cuprinzând fostele mine Francisc, Pál, Károly, Maria Tereza, Antal, Jozsef și Kurucz. Există și alte suprafețe restrânse, de ușoară scufundare, umplute cu apă sau colmatate. Zona minei Ferdinand, aflată în extremitatea de est a jumătății de vest a localității, este de asemenea surpată, iar mina inundată. Între cele două zone a fost evidențiată o suprafață cu o lungime maximă de 550 m și lățimi în limite de 180–420 m, unde au fost sesizate urmele unor vechi exploatări, minele având un areal restrâns (30 m lungime, 20 m lățime). Gradul de stabilitate și siguranță a terenului n-a putut fi stabilit, tocmai datorită faptului că nu există o certitudine asupra extinderii minelor în subteran.

### Tehnica de deschidere în trecut a ocnelor de sare
Înainte de deschiderea unei noi ocne de sare în Ardeal și Maramureș, se făceau deobicei foraje de explorare. Dacă până la adâncimea de 36 m (18 Klafter = 18 stânjeni) nu se intercepta sarea, se renunța la proiect, din cauza adâncimii prea mari a puțurilor. Ideal era ca solul să aibă o grosime de max. 10–12 m (5-6 stânjeni). La un rezultat pozitiv al primului foraj, se executa un al doilea, la o distanță de 6 m (3 stânjeni) de primul, pentru stabilirea exactă a grosimii stratului acoperitor deasupra celui de al doilea puț. Al doilea puț se amplasa preferențial la aceiași cotă cu primul sau cu max. 4–6 m (2-3 stânjeni) diferență de nivel față de primul puț. Un puț era rezervat pentru intrarea și ieșirea minerilor din ocne (cu ajutorul unor frânghii de cânepă), iar celălalt puț pentru extragerea sării din subteran.
Puțurile se săpau cu profil pătratic, fiecare latură având 2,8 m (9 pași; 1 pas = 0,3 m) până la o adâncime de 4 m (2 stânjeni) sub contactul steril-sare, după care se lărgea treptat pe următorii 4 m (2 stânjeni), cu profil tot pătratic. Aici se făcea așa-numitul “fundament”, din bârne de lemn încastrate în sare, pe care se sprijinea întregul puț. Apoi se arma puțul, de jos în sus, la început cu un amestec de argilă, pleavă și lână de oaie (pentru impermeabilizarea pereților), după care cu bârne (grinzi) de lemn. Grosimea armăturilor era de 0,3 m (1 pas), astfel ca profilul efectiv al puțului se reducea în final de la 2,8 x 2,8 m la 2,5 x 2,5 m. De la nivelul steril-sare în jos pereții se căptușeau cu piele de bivol, care împiedeca contactul direct al apei cu pereții de sare. Apa care picura totuși în mină era captată și scoasă la suprafață.
De la nivelul “fundamentului” în jos se săpa cu profil tot mai lărgit, conic, așa că după alți cca 8 m (4 stânjeni) cele 2 puțuri alăturate se uneau. De aici, mina lua o formă conică-ogivală cu secțiunea pe cât posibil circulară (care nu se realiza practic decât rar). Mina se declara gata pentru exploatare numai după ce un agent al administrației salinei, stând pe un bulgăre de sare în mijlocul ocnei, nu mai putea atinge tavanul ocnei cu ciocanul. Din acest moment, salariul tăietorilor de sare scădea de la 4,5 creițari (4,5 Kreuzer) pentru fiecare bloc de sare, la obișnuitul tarif de 1,5 creițari. Ocna era dată atunci oficial în funcțiune, primind totodată un nume. Costurile de deschidere ale unei ocne de sare se ridicau deobicei la peste 5.000 florini (guldeni) de argint.

## Amenajări balneare
Băile Coștiui utilizează în scop curativ apele sărate ale unui lac, format prin prăbușirea unei vechi ocne de sare. În prezent, Băile Coștiui nu funcționează.

## Monumente, clădiri istorice și obiective turistice

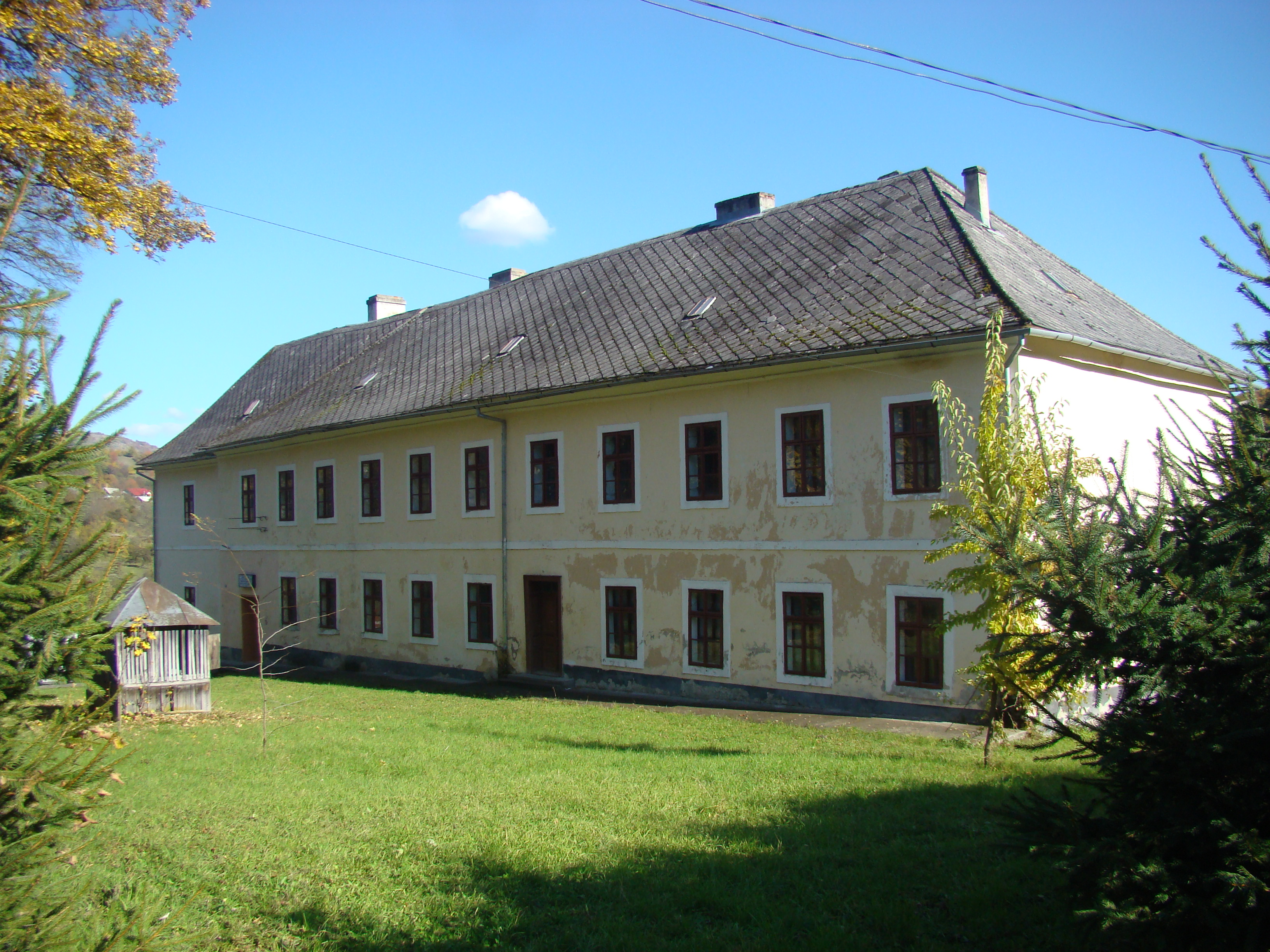
Castelul Apaffi

- Castelul Apaffi, temporar folosit în trecut de conducerea minei de sare, în prezent local pentru școala generală cu clasele I-VIII Coștiui[10];
- Monumentul lui Sf. Ioan de Nepomuk, patronul minelor, datează din anul 1742[11];
- Biserica romano-catolică Sf. Ioan din Coștiui, a fost construită între anii 1807-1812, și renovat exteriorul în 1995, iar interiorul în anul 1997[12];
- Capela Calvaria, construită între anii 1841-1842;
- Biserica ucraineană Adormirea Maicii Domnului din Coștiui, din anul 1775[13];
- Capela Sf. Ana[14];
- Capela Fecioara Maria, a fost construită în anul 1771[15];
- Pădurea de larice Coștiui este situată în comuna Rona de Sus, satul Coștiui, cu o suprafață de 0,70 ha[16].

## Rezervația Pădurea de larice Coștiui
Rezervația s-a constituit ca arie protejată prin Legea nr. 5/2000 privind aprobarea Planului de Amenajarea Teritoriului Național - secțiunea III - a zone protejate, având codul 2576. 
Aceasta se  află  în custodia Direcției Silvice Baia Mare în baza prevederilor Ordonanței de urgență a Guvernului nr. 236/2000 privind regimul ariilor naturale protejate, conservarea habitatelor naturale, a florei și faunei sălbatice, aprobată cu modificări prin Legea nr. 462/2001 prin Ordinul nr. 850/2003 privind încredințarea administrării sau atribuirii custodiei ariilor naturale.
În Legea nr. 5/2000 rezervația apare sub tiparul de „Rezervația Pădurea de larice Coștiui” în suprafață de 0,70 ha.
Rezervația Pădurea de larice Coștiui este o rezervație forestieră, constituită din exemplare viguroase de larice (Larix decidua)..

## Galerie de imagini

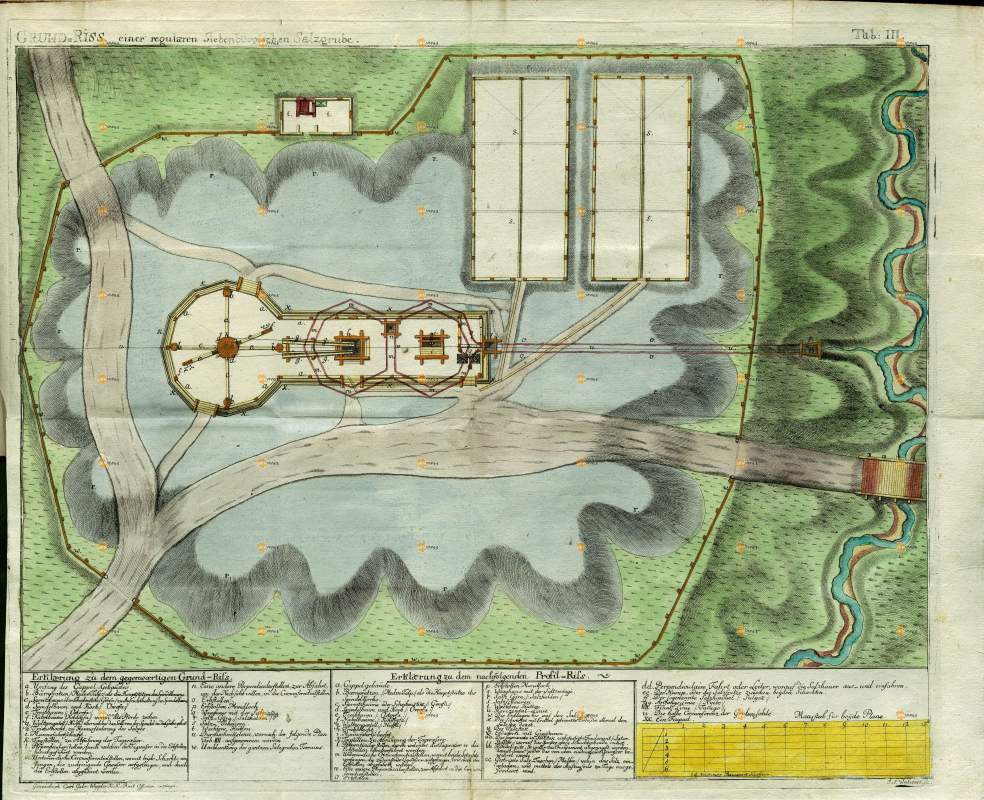
Planul unei ocne vechi de sare din Transilvania şi Maramureş (după Johann Fichtel, 1780)
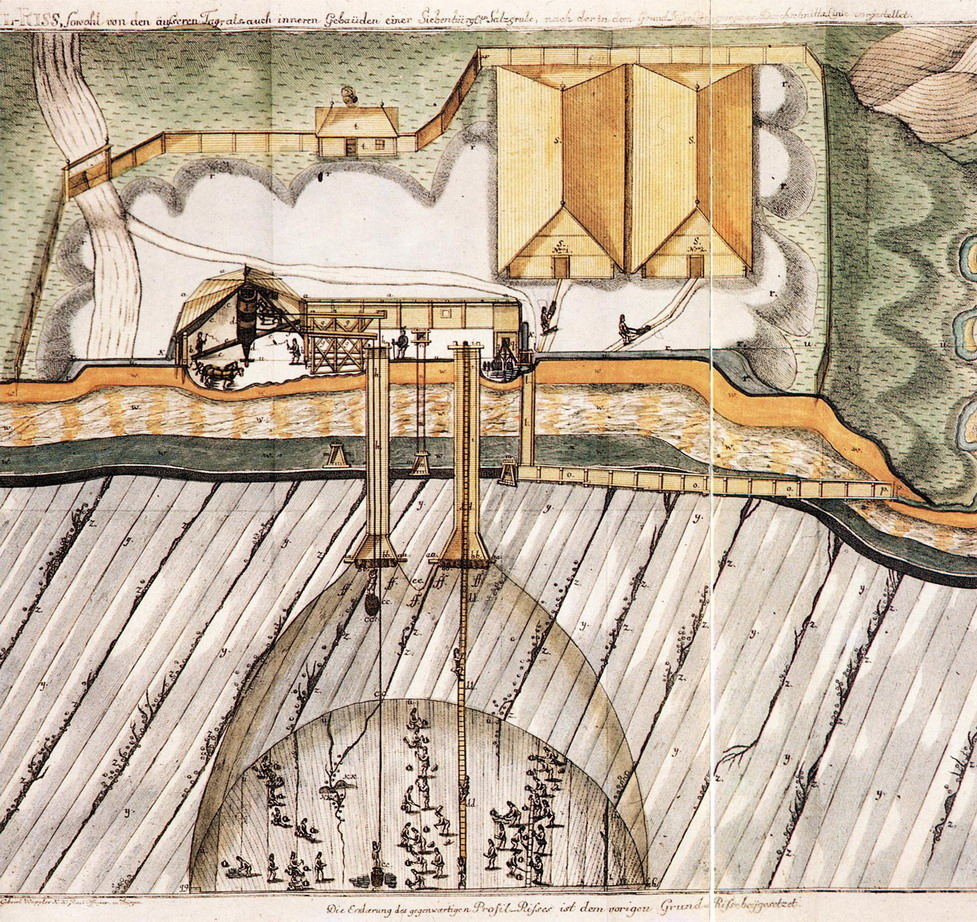
Secţiune schematică printr-o ocnă veche de sare din Transilvania şi Maramureş (după Johann Fichtel, 1780)
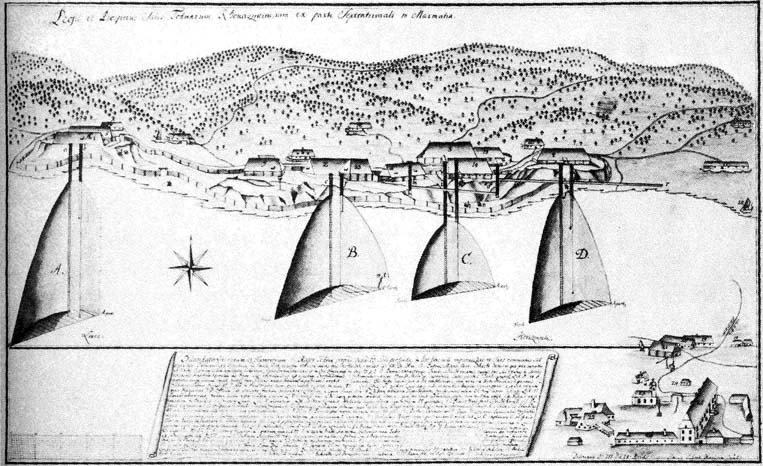
Ocnele vechi de sare de la Rona de Sus-Coştiui (desen din 1755)
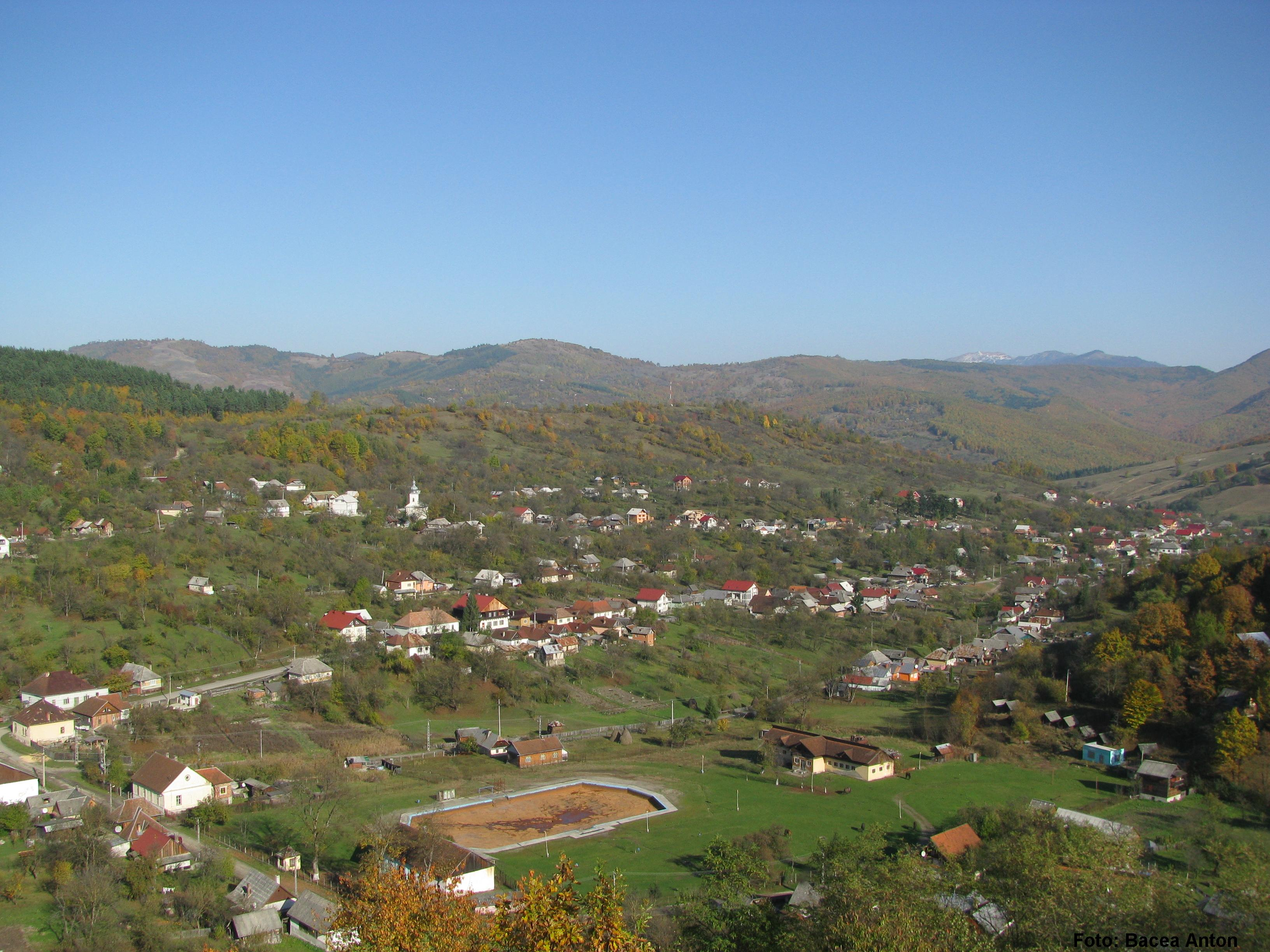
Satul Coştiui
Capela Calvaria din Coștiui
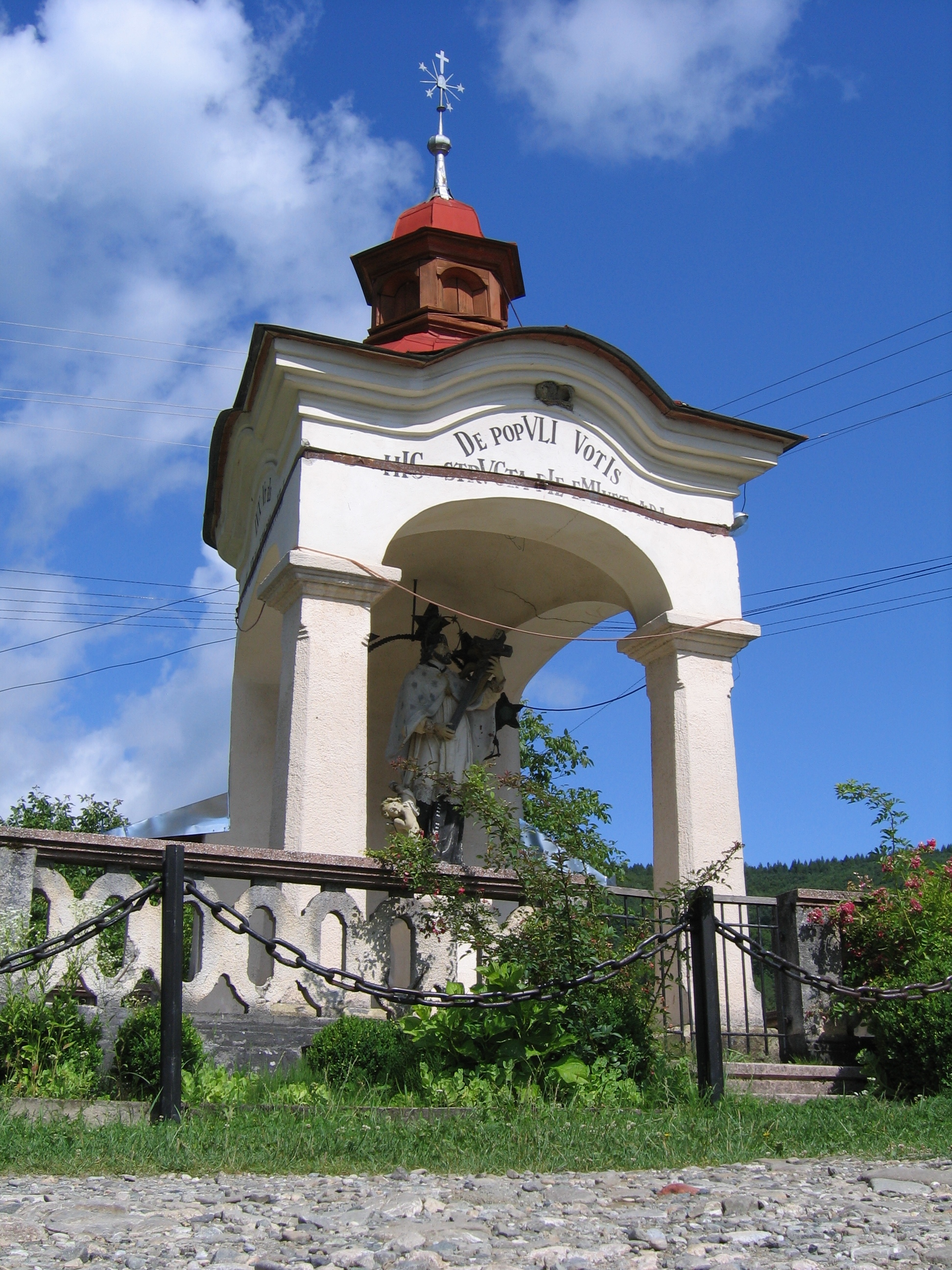
Monumentul lui Sf. Ioan de Nepomuk din Coştiui
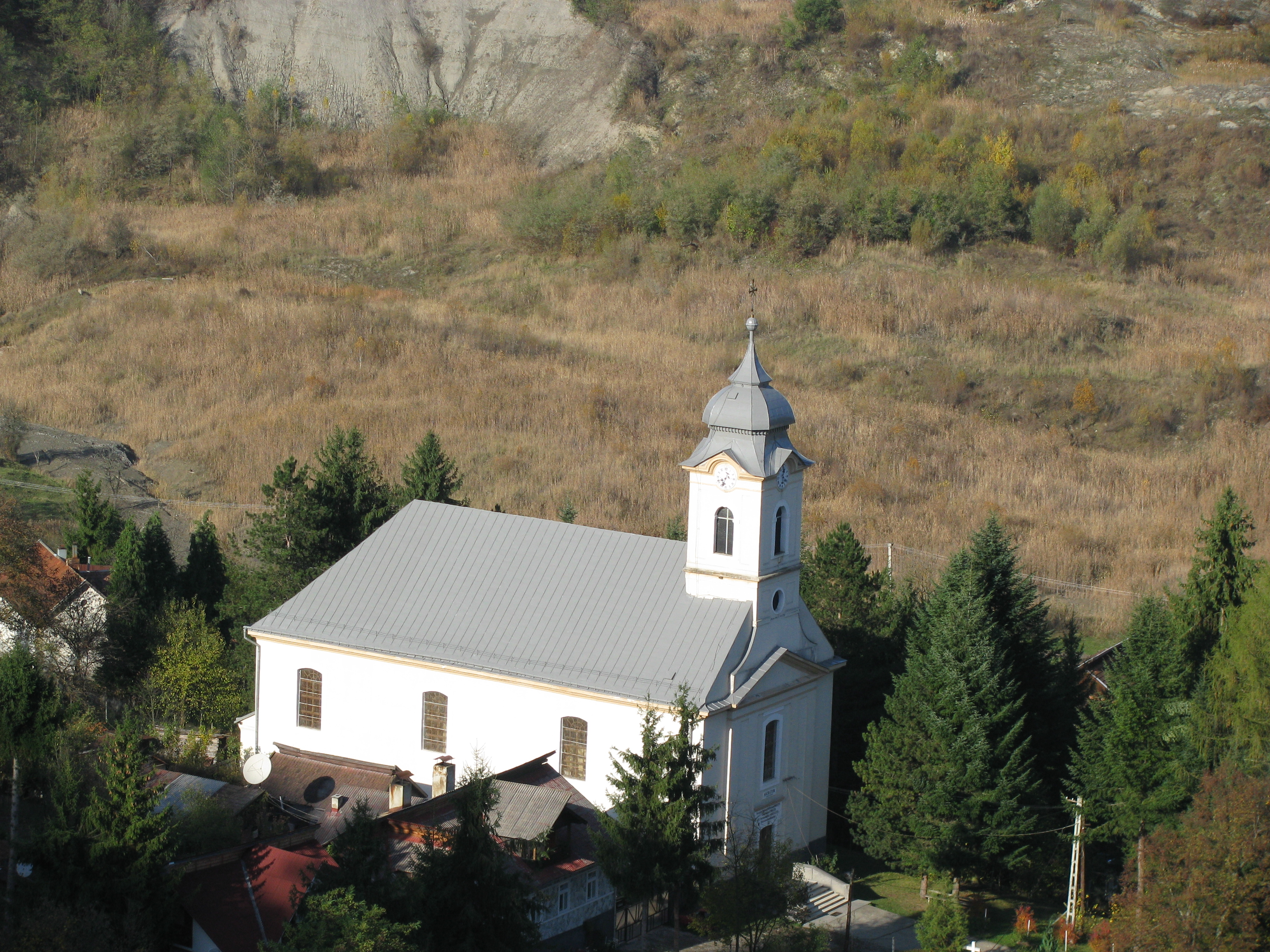
Biserica romano-catolică din Coştiui
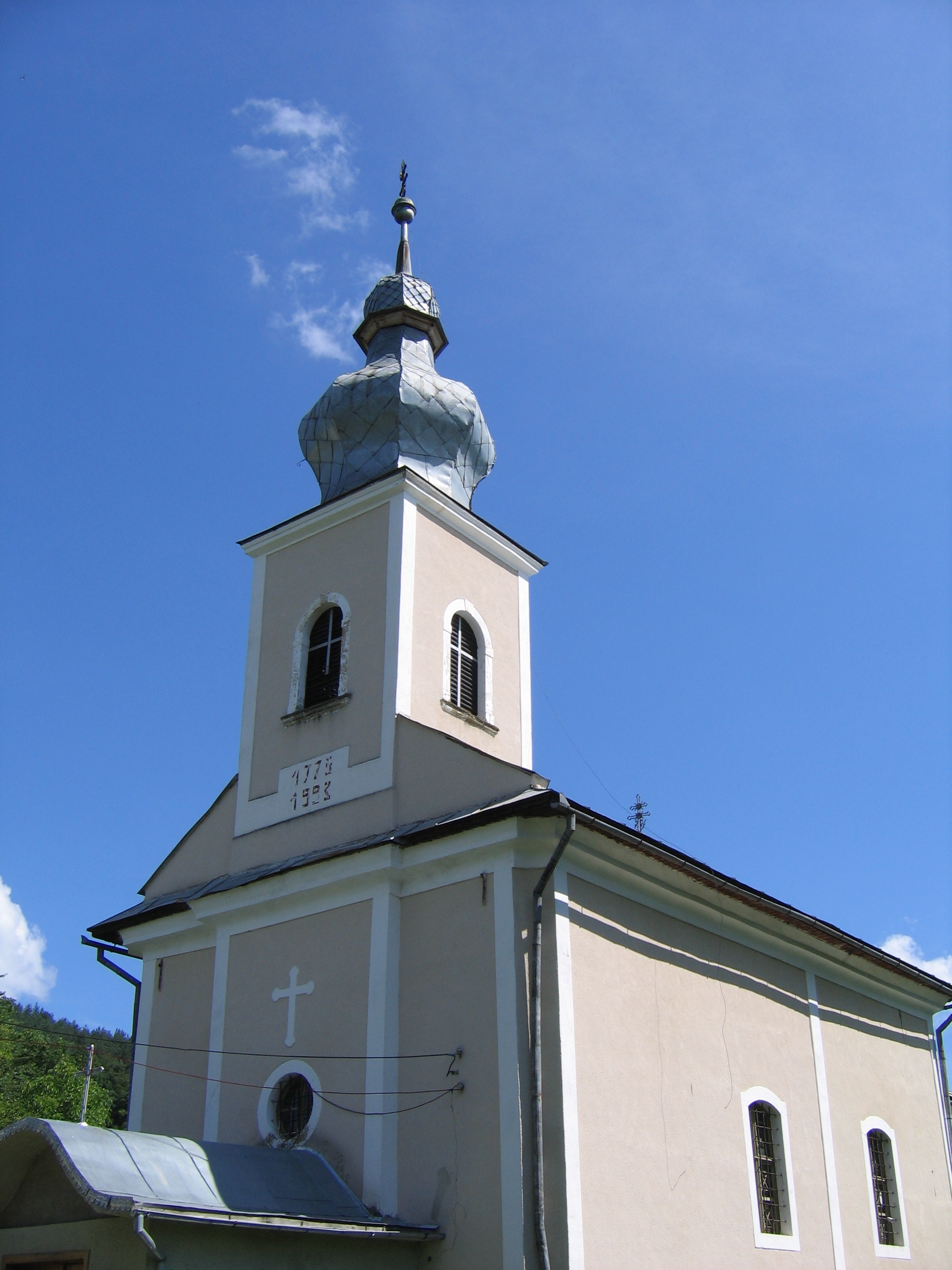
Biserica greco-catolică din Coştiui
Capela Fecioarei Maria din Coştiui
Capela Sf. Ana din Coştiui
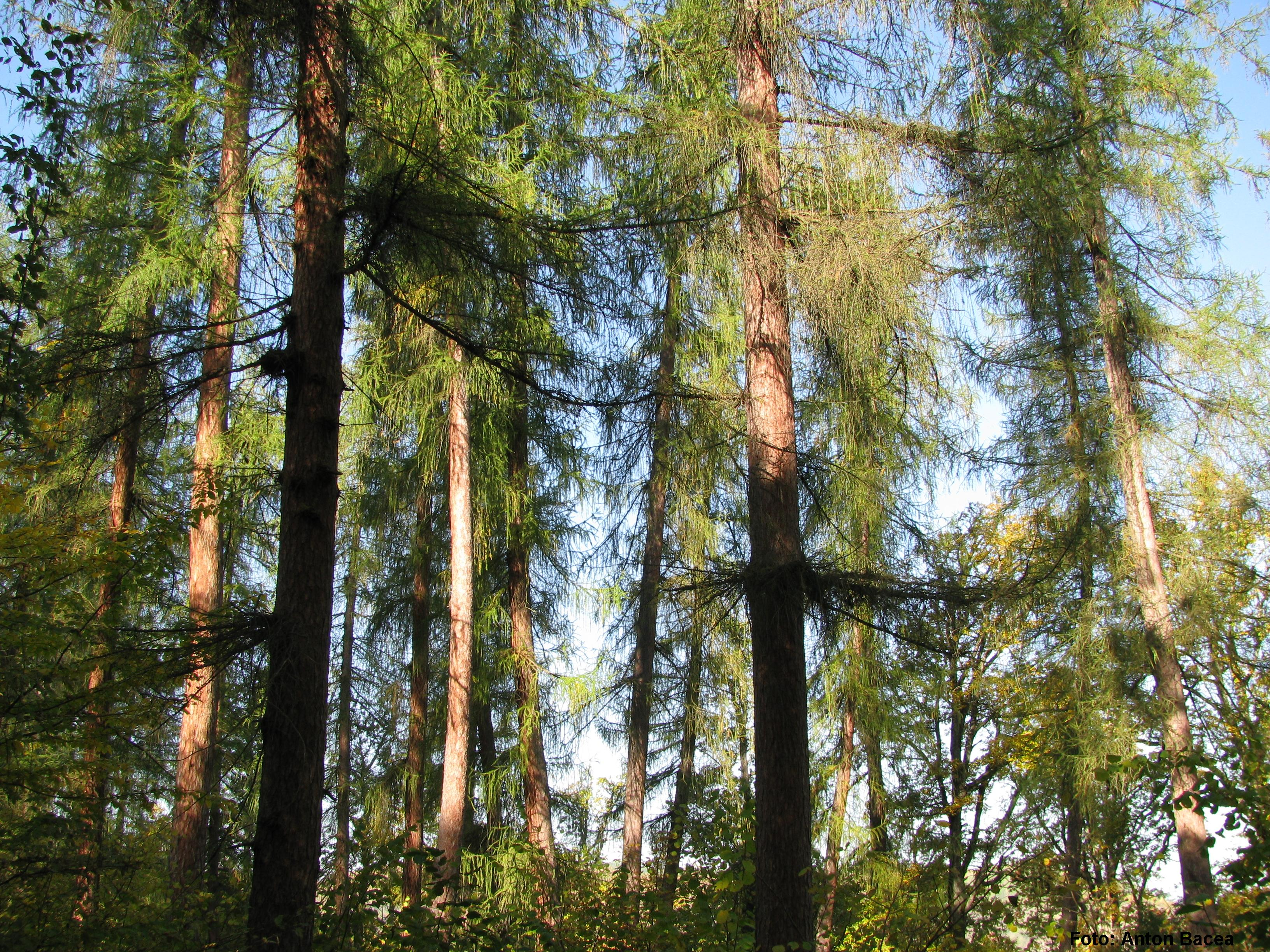
Pădurea de larice Coștiui